# Guadalupe Miño
Guadalupe Agustina Miño (General Rodríguez, Provincia de Buenos Aires, Argentina; 4 de febrero de 2003) es una futbolista argentina. Juega de delantera en San Lorenzo de Almagro de la Primera División Femenina de Argentina. Formó parte de la Selección Argentina Sub-17.

## Trayectoria

### Inicios
Comenzó jugando desde los 9 años en Escuela 11 frente al club Parque Irigoyen y La Pepa, dos clubes de fútbol infantil cerca de su ciudad natal.

### Atlas
En 2018 dio sus primeros pasos en torneos oficiales fueron en el club Atlas del partido de General Rodríguez. Con las Marrones jugó el torneo de Primera B (segunda división) donde luego de destacarse y afianzarse fue máxima goleadora del equipo con 18 anotaciones en la temporada 2018/19.

### Argentinos Juniors
En julio de 2019 se hace oficial su llegada a Argentinos Juniors de cara a la temporada 2019-20. Con las Bichas logró el 1° lugar en la tabla general para disputar la Fase Campeonato y además se clasificó a la Copa Federal 2021. El campeonato se suspendió debido a la pandemia de COVID-19, y en 2020 se retomó con un Torneo Reducido, donde finalmente no se concretó el ascenso debido a una derrota 2-1 ante Deportivo Español en el triangular por el ascenso.

### El Porvenir
A inicios de 2021 se une a las filas de El Porve siendo esta su primer experiencia en la máxima categoría. Se destaca un gol ante San Lorenzo, que se volvió viral en redes sociales y medios de comunicación.

### San Lorenzo
En enero de 2023 se hace oficial su llegada a Las Santitas.

## Estadísticas

### Clubes
| Club                   | Liga               | País      | Año             |
| ---------------------- | ------------------ | --------- | --------------- |
| Atlas                  | Primera División B | Argentina | 2018 - 2019     |
| Argentinos Juniors     | Primera División B | Argentina | 2019 - 2021     |
| El Porvenir            | Primera División A | Argentina | 2021 - 2022     |
| San Lorenzo de Almagro | Primera División A | Argentina | 2023 - presente |

## Selección nacional
En julio de 2019 fue citada por primera vez la Selección Argentina Sub-17. En noviembre de 2020 fue nuevamente convocada en la antesala de disputar el próximo torneo Sudamericano en Uruguay.